# Nymphe dans la forêt
Nymphe dans la forêt – ou La Verdure – est un tableau réalisé entre 1936 et 1938 par le peintre français Henri Matisse. Cette huile sur toile est une peinture mythologique qui représente une nymphe nue approchée par un satyre alors qu'elle est allongée dans une forêt. Partie des collections du musée d'Orsay, à Paris, l'œuvre se trouve en dépôt au musée Matisse de Nice, à Nice, dans les Alpes-Maritimes.

## Expositions
- Matisse. Cahiers d'art – Le tournant des années 1930, musée de l'Orangerie, Paris, 2023 — n°116.